# Sourcieux-les-Mines
Sourcieux-les-Mines is een gemeente in het Franse departement Rhône (regio Auvergne-Rhône-Alpes). De plaats maakt deel uit van het arrondissement Villefranche-sur-Saône. Sourcieux-les-Mines telde op 1 januari 2022 2.098 inwoners.

## Geografie
De oppervlakte van Sourcieux-les-Mines bedroeg op 1 januari 2022 9,96 vierkante kilometer; de bevolkingsdichtheid was toen 210,6 inwoners per km².

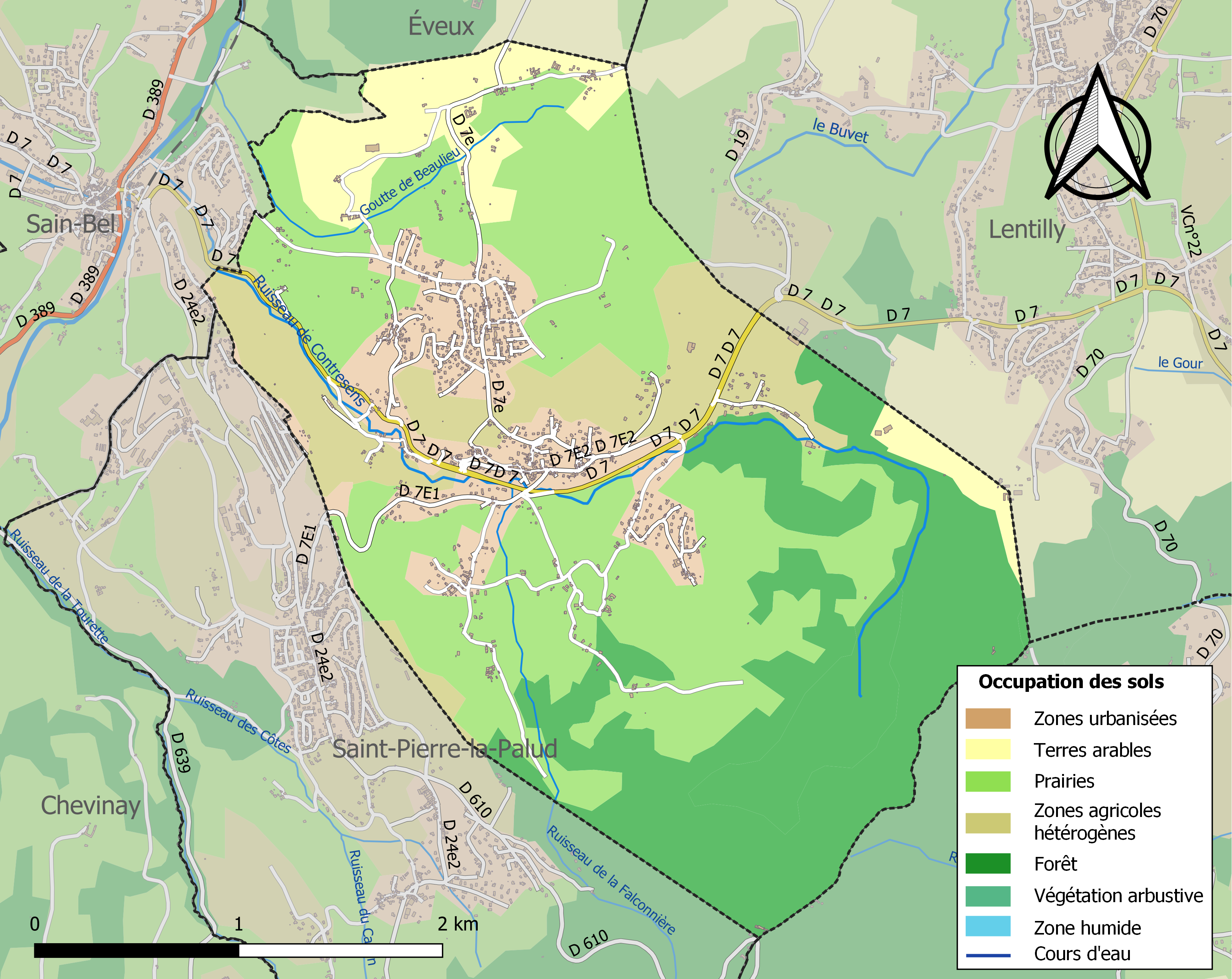
Kaart van de gemeente met de belangrijkste infrastructuur, bodemgebruik en omliggende gemeenten

## Demografie
Onderstaande figuur toont het verloop van het inwonertal (bron: INSEE-tellingen).